# Borelmått
Ett Borelmått är inom matematik ett mått så att alla Borelmängder är mätbara, uppkallat efter franske matematikern Émile Borel.

## Formell definition
Låt {\displaystyle (X,{\mathcal {T}})\,} vara ett topologiskt rum och {\displaystyle {\mathcal {F}}\,} en sigma-algebra i X. Då är ett mått 
{\displaystyle \mu :{\mathcal {F}}\rightarrow [0,\infty ]}
Borel om alla Borelmängder är mätbara. Mer precist,
{\displaystyle {\mbox{Bor}}\,X:=\sigma ({\mathcal {T}})\subset {\mathcal {F}}.}

## Borel yttre mått
Låt {\displaystyle (X,{\mathcal {T}})\,} vara ett topologiskt rum, då ett yttre mått {\displaystyle \mu ^{*}\,} är Borel om alla Borelmängder är {\displaystyle \mu ^{*}\,}-mätbara: 
{\displaystyle {\mbox{Bor}}\,X:=\sigma ({\mathcal {T}})\subset {\mathcal {M}}_{\mu ^{*}}(X).}
Om X är ett metriskt rum så är ett yttre mått Borel om och endast om det är metriskt yttre mått.

### Konstruktion för vissa Borel yttre mått
Huvudartikel: Carathéodorys konstruktion.
I ett metriskt rum kan man alltid konstruera ett naturligt Borel yttre mått med hjälp av den metriska strukturen. Den här konstruktionen är viktig eftersom vi kan konstruera den i alla metriska rum.

## Exempel
Lebesguemåttet, Yttre Lebesguemåttet, Hausdorffmåttet och Yttre Hausdorfmåttet är Borel.